# Luzula elegans
Luzula elegans är en tågväxtart som beskrevs av Richard Thomas. Lowe. Luzula elegans ingår i Frylesläktet som ingår i familjen tågväxter. Inga underarter finns listade i Catalogue of Life.